# Rocket Raccoon
Rocket Raccoon è un personaggio immaginario dei fumetti Marvel Comics apparso per la prima volta su Marvel Preview n. 7 del 1976, creato da Bill Mantlo (testi) e Keith Giffen (disegni).
Si tratta di un procione antropomorfo, membro dei Guardiani della Galassia.

## Storia editoriale
Il personaggio fu ideato da Bill Mantlo e Keith Giffen e fu ispirato dalla canzone dei Beatles Rocky Raccoon, che conteneva un riferimento alla Bibbia di Gedeone (nella miniserie a fumetti di Rocket Raccoon, la Bibbia di Gedeone era un libro che conteneva il sapere di Mezzomondo). Rocket Raccoon apparve per la prima volta in Marvel Preview n. 7 (Estate 1976). Successivamente comparve in The Incredible Hulk n. 271 (Maggio 1982). Nel 1985 fu protagonista di una miniserie di quattro numeri, disegnata da Mike Mignola e inchiostrata da Al Gordon e Al Milgrom. Rocket apparve nel numero 15 di Quasar (1990) e in tre numeri di She-Hulk (nn. 44-46) come prigioniero degli Skrull.
Rocket Raccoon fu rivisto durante la storyline Annihilation: Conquest (2007) e divenne uno dei protagonisti del secondo volume dei Guardiani Della Galassia fino alla sua cancellazione con il n. 25 del 2010. Insieme a Groot, Rocket fu il protagonista di una storia pubblicata nelle miniserie Annihilators e Annihilators: Earthfall (2011). Successivamente, apparve nei numeri 4-8 di Avengers Assemble nel 2012 insieme agli altri guardiani e divenne uno dei personaggi principali nella nuova serie dei Guardiani Della Galassia per il rilancio Marvel NOW! Nel mese di luglio 2014, una serie totalmente incentrata su Rocket sarà disegnata e scritta da Skottie Young.

## Biografia del personaggio
Rocket Raccoon era un guardiano del quadrante Keystone, un'area separata dal resto del cosmo dal Muro Galattico. Rocket è il capitano della nave Rack n' Ruin, e lui, insieme al suo compagno Wal Russ (un tricheco) provengono da Mezzomondo, nel quadrante Keystone, una colonia per malati mentali abbandonata, dove gli animali sono stati sottoposti a operazioni di manipolazione genetica da parte dei robot che governano il pianeta e che gli hanno conferito una intelligenza a livello umano in modo che possano occuparsi dei pazienti. Rocket fu il capo della sicurezza e difese la colonia da varie minacce.
A un certo punto, la talpa Judson Jakes cercò di rubare la bibbia di Gedeone, un libro scritto dai creatori degli animali che vivono a Mezzomondo, ma venne fermato da Rocket e Hulk. Successivamente, Lord Dyvyne rapì l'amica di Rocket, Lylla e Jakes incominciò la guerra dei giocattoli.
Durante il corso della guerra dei giocattoli, Blackjack O'Hare fece squadra con Rocket, e Rocket si riunì con Lylla. La Rack n' Ruin venne distrutta, mentre Judson Jakes e Dyvyne unirono le forze per uccidere Rocket. Rocket e i suoi compagni curarono i pazienti dalle loro malattie mentali dopo che Judson Jakes e Dyvyne furono apparentemente uccisi. Rocket e gli animali, insieme ai robot rimasti, partirono per lo spazio alla ricerca di nuove avventure. Successivamente, venne rivelato che Rocket fu una cavia da laboratorio sul pianeta de Lo Straniero.
Rocket fu scelto da Star-Lord come membro di un gruppo per combattere l'invasione dei Phalanx sul pianeta dei Kree. Rocket si rivelò essere un abile stratega militare, senza paura, leale e astuto. A giudicare da come è talvolta presentato, potrebbe essere affetto da un disturbo ossessivo compulsivo.

### Guardiani della Galassia
Rocket diventa un membro dei Guardiani della Galassia, e fu lui a proporre il nome del gruppo dopo aver sentito il Maggiore Victory (il leader della versione classica dei guardiani). Più tardi, quando il gruppo stava per sciogliersi dopo che Star-Lord fu mandato nella Zona Negativa da Ronan L'accusatore, Rocket tenne in vita il gruppo e arruolò l'albero umanoide Groot, e i due divennero presto amici.
Rocket fu il leader del gruppo fino alla liberazione di Peter Quill. Quando il gruppo cercò di fermare la crescente War of Kings, Rocket decise di contattare gli Shi'ar, ma non riuscirono a teletrasportarsi nella nave dell'imperatore Vulcan e hanno dovuto essere salvati dagli Starjammers e dal vecchio amico di Rocket Ch'od. Sono riusciti a riportare la legittima regina degli Shi'ar, ma quest'ultima fu uccisa immediatamente dopo la partenza del gruppo, con l'orrore di Rocket.
Dopo il temporaneo scioglimento del gruppo, Rocket e Groot furono convinti con l'inganno a tornare a Mezzomondo. A Mezzomondo scoprì che i suoi ricordi del posto erano delle false memorie artificiali. In realtà, Jakes e Blackjack O' Hare hanno lavorato con Rocket per provvedere alla sicurezza della colonia penale per i pazzi criminali: il Dottor Dyvyne fu il capo della psicologia e sia gli animali antropomorfi e i clown robot furono creati per lavorare nella colonia penale, considerando che il loro aspetto avrebbe calmato i detenuti. Le crisi che Rocket ricordava furono causate dal supercriminale dotato di poter psichici chiamato Ladro di Stelle, che era stato rinchiuso nella colonia e ha usato i suoi poteri per rivoltare i detenuti uno contro l'altro. Rocket usò i carcerieri come una chiave biologica per tenere rinchiuso il Ladro di Stelle e alterò la sua mente per poi lasciare Mezzomondo in modo che non venga più riaperto.
Rocket tornò ad essere un membro dei Guardiani della Galassia a partire dal primo numero della terza serie del gruppo.

## Altri media

### Marvel Cinematic Universe
Il personaggio appare nel franchise del Marvel Cinematic Universe realizzato in digitale e doppiato da Bradley Cooper (in italiano da Christian Iansante). Una volta era un normale procione ma fu catturato da degli scienziati che condussero esperimenti illegali e brutali su di lui trasformandolo in un procione parlante, con sentimenti umani, coscienza, capacità antrompomorfe (tra cui camminare e muoversi come un essere umano), Rocket avrebbe incontrato Groot con cui avrebbe stretto un'amicizia fortissima e assieme a lui sarebbe scappato e sarebbe diventato un mercenario:
- In Guardiani della Galassia (2014) Rocket è inizialmente un mercenario e "criminale" ricercato dalla legge assieme al suo migliore amico e partner del crimine Groot. Sia Rocket che Groot vengono catturati e arrestati dalla Nova Corps assieme a Peter Quill (criminale ricercato che stavano cercando di consegnare per avere la ricompensa) e Gamora. In prigione Rocket e Groot si alleano con Quill, Gamora e Drax il Distruttore (uomo di cui moglie e figlia gli sono stati uccisi da Ronan l'Accusatore, riluttante scagnozzo di Thanos) per sconfiggere Ronan l'accusatore e consegnare l'Orb in mani sicure. Il gruppo si allea, con un disappunto di Rocket, con Yondu Udonta, padre adottivo di Quill e capo dei Ravagers. Rocket e gli altri riescono a sconfiggere e uccidere Ronan, Groot però è morto sacrificandosi per salvarli ma Rocket (prendendo un ramoscello che restava di lui e piantandolo in un vaso facendolo ricrescere) riesce a generare un secondo Groot, il quale può essere considerato come una specie di figlio, e lentamente arriva alle sue dimensioni, fattezze ed età del padre originali, il gruppo parte verso nuove avventure e i loro passati crimini sono stati cancellati rendendo la loro fedina penale pulita.
- In Guardiani della Galassia Vol. 2 (2017) Rocket e gli altri devono fuggire da una sacerdotessa a capo di un impero alieno che vuole vendetta su di loro, il gruppo si ferma su un pianeta e lì incontrano Ego, un alieno e dio padre naturale di Quill. Rocket e Groot vengono lasciati a riparare la nave e a tenere d'occhio Nebula ora loro prigioniera ma i due vengono catturati assieme a Yondu dagli ammutinati Ravagers e durante la loro prigionia Rocket scopre che Yondu in realtà è buono e sensibile e che vuole bene a Quill, inoltre viene a sapere che ha tenuto e rapito Quill perché Ego voleva ucciderlo. Rocket, Yondu e Groot riescono a fuggire e a riunirsi con i Guardiani, sconfiggendo e uccidendo Ego (che voleva in realtà sfruttare il potere da Celestiale di Quill per espandersi nell'Universo). Rocket mostra rispetto per la morte e il sacrificio di Yondu, ricordandolo come un eroe e parte con i suoi amici verso nuove avventure.
- In Avengers: Infinity War (2018), Rocket insieme agli altri Guardiani della Galassia salva Thor e insieme a Groot accompagna il Dio del Tuono su Nidavellir per permettergli di costruire una nuova arma da utilizzare contro Thanos. Dopo averla costruita si reca insieme a Thor e Groot sulla Terra dove affronta l'esercito di Thanos insieme ad alcuni membri degli Avengers in Wakanda. Quando Thanos si reca sulla Terra affronta gli Avengers, Rocket e Groot riuscendo a sconfiggerli tutti. Quando il titano, dopo aver ottenuto tutte le gemme, con i suoi poteri dimezza l'intera popolazione universale, Rocket riesce a sopravvivere, assistendo impotente alla scomparsa di Groot che lascia dietro di sé solo polvere.
- In Avengers: Endgame (2019), Rocket assiste al ritorno di Nebula e Tony Stark, scoprendo così che anche gli altri Guardiani sono morti a causa di Thanos. Nei cinque anni successivi collabora insieme a Nebula per risolvere vari crisi nelle varie Galassie in prossimità della Terra, per poi tornare sul pianeta quando gli Avengers propongono il piano di avventurarsi all'interno del regno quantico per viaggiare nel tempo e recuperare le Gemme dell'Infinito, annullando lo schiocco di Thanos. Rocket, insieme a Thor si reca su Asgard nel 2013 per recuperare l'Aether contenente la Gemma della Realtà. Il piano funziona e durante la battaglia finale con Thanos Rocket assiste al ritorno di Groot e degli altri guardiani e dopo la sconfitta del titano, Rocket si ricongiunge con il resto della sua squadra.
- In Thor: Love and Thunder (2022), Rocket dopo molte avventure insieme ai Guardiani e a Thor si separa da quest'ultimo quando il Dio del Tuono decide di abbandonare la squadra per indagare su Gorr il Macellatore di Dei. In seguito parte con i suoi compagni per rispondere alle chiamate di soccorso dovute agli omicidi di Gorr in giro per il cosmo.
- Rocket Raccoon compare anche nella seconda serie animata del Marvel Cinematic Universe I Am Groot (2022) Stagione 1, episodio 5, Magnum Opus.
- Rocket compare nello speciale natalizio Guardiani della Galassia Holiday Special (2022).
- In Guardiani della Galassia Vol. 3 (2023) Rocket viene brutalmente ferito da Adam Warlock, inviato dall'Alto Evoluzionario per riportarlo da lui. Mentre i Guardiani cercano di salvargli la vita, vengono narrati molti particolari del passato di Rocket, di come da comune procione sia stato trasformato in un essere umanoide dall'intelligenza potenziata grazie agli orribili esperimenti dell'Alto Evoluzionario. Viene anche accennato il suo interesse sentimentale per la lontra umanoide Lylla, vittima come lui degli esperimenti dell'Alto Evoluzionario, oltre all'amicizia con altri animali cavie. Dopo essere guarito, Rocket affronta il malvagio scienziato, sconfiggendolo insieme ai suoi amici. Alla fine del film viene nominato da Quill nuovo leader dei Guardiani della Galassia, formando un nuovo gruppo dopo che la maggior parte degli altri membri prendono ognuno stradi separate.

### Televisione
- Rocket Raccoon è apparso nelle serie animate Avengers - I più potenti eroi della Terra, Ultimate Spider-Man, Hulk e gli agenti S.M.A.S.H., Avengers Assemble, Disk Wars: Avengers e Marvel Super Hero Adventures.
- Rocket Raccoon è uno dei protagonisti nella serie animata Guardiani della Galassia.

### Videogiochi
- Rocket Raccoon appare in Guardians of the Galaxy: The Telltale Series.
- Rocket Raccoon appare in Marvel's Guardians of the Galaxy.
- Rocket Raccoon appare come personaggio giocabile in Ultimate Marvel vs. Capcom 3.
- Rocket Raccoon appare come personaggio giocabile in LEGO Marvel Super Heroes.
- Rocket Raccoon appare come personaggio giocabile in Marvel Heroes.
- Rocket Raccoon appare come personaggio giocabile in Marvel: Sfida dei campioni.
- Rocket Raccoon appare come personaggio giocabile in Marvel vs. Capcom: Infinite.
- Rocket Raccoon appare come personaggio giocabile in Marvel Rivals.